# Promptes Neutron
Unter prompten Neutronen versteht man in der Kernphysik und Kerntechnik die unmittelbar bei der Spaltung eines Atomkerns, das heißt innerhalb von  10−14 s  freigesetzten 2–3 Neutronen. Diese stehen zur Spaltung weiterer Atomkerne und damit zur Aufrechterhaltung der Kettenreaktion zur Verfügung.
Die bei der Kernspaltung anfallenden Spaltfragmente emittieren außerdem nach einigen Millisekunden bis Minuten weitere Neutronen, die sogenannten verzögerten Neutronen deren Bewegungsenergie, wie die Bewegungsenergie der Spaltfragmente, zur Erzeugung nutzbarer Wärme im Reaktor beitragen.